# Korlát
Korlát este un sat în districtul Gönc, județul Borsod-Abaúj-Zemplén, Ungaria, având o populație de 315 locuitori (2011). 

## Demografie
Componența etnică a satului Korlát
     Maghiari (71,77%)
     Romi (28,23%)
Componența confesională a satului Korlát
     Romano-catolici (59,05%)
     Reformați (19,68%)
     Greco-catolici (7,94%)
     Fără religie (7,62%)
     Necunoscută (5,71%)
     Alte religii (0,95%)
Conform recensământului din 2011, satul Korlát avea 315 locuitori. Din punct de vedere etnic, majoritatea locuitorilor (71,77%) erau maghiari, cu o minoritate de romi (28,23%).  Din punct de vedere confesional, majoritatea locuitorilor (59,05%) erau romano-catolici, existând și minorități de reformați (19,68%), greco-catolici (7,94%) și persoane fără religie (7,62%). Pentru 5,71% din locuitori nu este cunoscută apartenența confesională.